# 生化戰士：再生傳奇
《生化戰士：再生傳奇》（英語：Bionicle: The Legend Reborn）是一部2009年丹麥和美國合製的科學奇幻動作電腦動畫電影，改編自樂高旗下的玩具產品線生化戰士。劇情講述聖靈馬他呂（Mata Nui）的身軀遭到馬古他泰瑞達斯（Makuta Teridax）奪取，子民也遭到奴役，使馬他呂的精神逃離至遙遠的荒涼星球；在此馬他呂協助當地數個村子的團結，並合作抵禦他們共同的敵人——巨岩戰士（Skrall）及獵骨族（Bone Hunters）。
本片與博偉家庭娛樂公司及米拉麥克斯家庭娛樂公司發行的前三集電影相異，發行商改為環球影業家庭娛樂，也是劇情不銜接的獨立續集，並由馬克·巴爾多（Mark Baldo）執導，2009年9月15日採DVD首映發行。

## 劇情
馬他呂是位於阿克馬格納（Bara Magna）的聖靈（Great Spirit），遭邪惡的兄弟馬古他泰瑞達斯（Makuta Teridax）奪走了巨大的機器人身軀，其子民也遭到奴役。馬他呂的精神轉移到傳說中的「生之面具」（Mask of Life）上，當泰瑞達斯接管生化世界宇宙（Matoran Universe）時，馬他呂以面具的形式逃離至外太空。面具墜毀在偏僻、荒涼的星球巴拉馬格納（Bara Magna），一隻當地的甲蟲（Scarabax）接近面具，直到面具為馬他呂創造了身軀。馬他呂能將甲蟲卡卡（Click）變成一枚活體盾牌，接著短暫與一隻名為泥石戰士（Vorox）的生物交手，並將對方的尾巴尖刺當成自己的武器。名為冰村浪人的村民路過並載他一程，同時警告小心可怕的獵骨族（Bone Hunters）及巨岩戰士（Skrall）勢力。
冰村浪人是當地浪人（Agori）們的招募員，將馬他呂帶到火村「弗卡努斯」（Vulcanus），同時介紹巴拉馬格納村民的生態：當地村莊尋找剩餘的東西，建造避難所、生存裝備和競技場，並派出比浪人更高大的大漠鬥士（Glatorian）來代表村子與他村相互對抗來解決爭端。當鬥士火戰士在與冰雪戰士的戰鬥中遭對方耍詐而陷入危機時，馬他呂出手干預，並用尖刺變成了一把劍與冰雪戰士交手。冰雪戰士最後正式投降，馬他呂與火戰士成為了朋友。
冰村浪人嘗試招募馬他呂成為鬥士，但被拒絕。馬他呂還結識了水村「泰俊」（Tajun）的水戰士，後者表示願意以自家村子下方的地下秘密洞穴來當成交換條件，希望馬他呂能將自己帶離環境糟糕的巴拉麥格納。前往泰俊的途中，三人在桑德雷峽谷（Sandray Canyon）被一頭巨蠍（Skopio）及一群獵骨族伏擊，懷疑有浪人叛徒出賣他們。脫困後，三人發現泰俊村遭到襲擊，村民們已撤離，只留下受傷的新人鬥士——叢林戰士；叢林戰士告訴他們村莊被巨岩戰士和獵骨族聯手攻擊。但因他們是敵對部落，火戰士持懷疑態度，直到該四人發現巨岩戰士的首領巨岩神正與一群獵骨族一起搜尋廢墟。在洞穴中，馬他呂四人遇到了小偷水村浪人，後者為叢林戰士「修理」了傷勢；另外三人發現了一處實驗室，裡面有馬他呂以前機器人身體的藍圖，暗示巴拉麥格納可能與馬特蘭人有關連。
叢林戰士發現他的武器已損壞，馬他呂便利用生之面具的力量讓武器重獲新生，同時覺醒了氣元素的力量，之後也為火戰士、水戰士覺醒火及水的元素的力量。他們前往叢林戰士的家——林村「泰撒拉」（Tesara）。路途中，火戰士還教導馬他呂在戰鬥中保持警惕，並研究並找出對手的弱點。抵達後，他們終止了森戰士和水流戰士間的戰鬥，敦促浪人們團結各自的村子對抗獵骨族與巨岩戰士聯盟。馬他呂對森戰士和水流戰士的武器也進行改造來證明自己。
水戰士跟蹤水村浪人來到村外的溫泉，確信他是叛徒。然而，兩人都遭真正的叛徒抓獲。接到冰村浪人的通知後，馬他呂決定獨自前往石村「洛克圖斯」（Roxtus）的巨岩戰士地盤。馬他呂與巨岩神展開單挑，以換取水戰士和水村浪人的自由；最後發現對方背後的弱點而取勝。巨岩神戰敗後，冰村浪人自稱是叛徒，他解釋浪人們從未尊重自己而私下聯合獵骨族與巨岩戰士，打算帶領他們起義，接管整個巴拉麥格納。冰村浪人命令大批獵骨族及巨岩戰士殺死馬他呂、水戰士和水村浪人，但卡卡召喚其他無數隻甲蟲朋友組成的巨大生物令敵人嚇得四處亂竄。馬他呂救出了水戰士和水村浪人，火戰士和叢林戰士加入了戰局並同時帶來了一批浪人助陣。馬他呂將冰村浪人變成了一條蛇，作為叛徒的懲罰；後和鬥士們利用聯合元素力量擊退了敵軍。
戰鬥結束後，浪人、鬥士和甲蟲們將村莊用繩子拉到一起時，發現合併後的村莊形成了一具大型機器人身體，與馬他呂過往的身軀類似。水村浪人拿出一枚硬幣，其一側帶有團結-責任-使命（Unity-Duty-Destiny）、巴拉馬格納符號和生之面具符號，另一側迷宮般的巨岩戰士符號疑似是地圖，馬他呂及夥伴們準備展開下一次冒險。

## 配音員
- 麥可·多恩（英语：Michael Dorn）配音馬他呂（Mata Nui）
- 吉姆·卡明斯配音火戰士（Ackar）
- 瑪拉·索柯洛夫（英语：Marla Sokoloff）配音水戰士（Kiina）
- 大衛·雷舍爾（英语：David Leisure）配音冰村浪人（Metus）
- 馬克·法姆吉列蒂配音叢林戰士（Gresh）
- 詹姆士·阿諾·泰勒（英语：James Arnold Taylor）配音水村浪人（Berix）／森戰士（Vastus）
- 阿明·史默曼（英语：Armin Shimerman）配音火村浪人（Raanu）
- 弗萊德·塔塔西奧（英语：Fred Tatasciore）配音巨岩神（Tuma）
- 傑夫·貝內特（英语：Jeff Bennett）配音冰雪戰士（Strakk）／水流戰士（Tarix）
- 迪·布拉雷·貝克爾（英语：Dee Bradley Baker）配音獵骨族（Bone Hunters）／巨岩戰士（Skrall）／泥石戰士（Vorox）
- 馬克·巴爾多（Mark Baldo）配音村民

## 備註
1. ↑  冰島院線的票房數據。
2. ↑  聖靈被台灣版影碟譯為「大神」。

## 外部連結
- 官方网站
- 互联网电影数据库（IMDb）上《生化戰士：再生傳奇》的资料（英文）